# Callum Skinner
Callum Skinner (Glasgow, 20 d'agost de 1992) és un ciclista escocès especialista en pista. Va guanyar dues medalles als Jocs Olímpics de 2016, en les proves de Velocitat individual i Velocitat per equips.

## Palmarès
- 2012
  -  Campió del Regne Unit en Velocitat
- 2014
  -  Campió d'Europa en Quilòmetre
  -  Campió del Regne Unit en Velocitat
  -  Campió del Regne Unit en Velocitat per equips (amb Philip Hindes i Jason Kenny)
  -  Campió del Regne Unit en Quilòmetre
  -  Campió del Regne Unit en Keirin
- 2016
  -  Medalla d'or als Jocs Olímpics de Rio de Janeiro en Velocitat per equips (amb Philip Hindes i Jason Kenny)
  -  Medalla de plata als Jocs Olímpics de Rio de Janeiro en Velocitat individual

### Resultats a laCopa del Món en pista
- 2014-2015
  - 1r a Guadalajara, en Velocitat per equips
- 2015-2016
  - 1r a Hong Kong, en Velocitat per equips